# Ayça Bingöl
Ayça Bingöl (n. 16 ianuarie, 1975, Istanbul) este o actriță din Turcia. A jucat în serialele Öyle Bir Geçer Zaman Ki („Trădarea”), Samanyolu („O poveste de dragoste”) și Ay büyürken uyuyamam. 
1. ↑  Ayça Bingöl, Česko-Slovenská filmová databáze